# Тайбайский сельский округ
Тайба́йский се́льский окру́г (каз. Тайбай ауылдық округі) — административная единица в составе Ерейментауского района Акмолинской области Казахстана. 
Административный центр — аул Тайбай.

## История
В 1989 году существовал как — Звенигородский сельсовет (сёла Звенигородка, Ельтай, Жарык, Малтабар).
В периоде 1991—1998 годов Звенигородский сельсовет был преобразован в Звенигородский сельский округ.
В 2007 году село Звенигородка, Звенигородский сельский округ были переименованы и преобразованы в аул Тайбай, Тайбайский сельский округ соответственно.

## Население
| Численность населения | Численность населения | Численность населения |
| 1989                  | 1999                  | 2009                  |
| --------------------- | --------------------- | --------------------- |
| 2999                  | ↘2640                 | ↘2180                 |

## Состав
| № | Населённый пункт | Тип населённого пункта      | Население, 1989 | Население, 1999 | Население, 2009 |
| - | ---------------- | --------------------------- | --------------- | --------------- | --------------- |
| 1 | Ельтай           | село                        | 249             | 219             | 173             |
| 2 | Жарык            | село                        | 374             | 347             | 133             |
| 3 | Малтабар         | село                        | 677             | 673             | 586             |
| 4 | Тайбай           | аул, административный центр | 1 699           | 1 401           | 1 288           |

## Местное самоуправление
Аппарат акима Тайбайского сельского округа — аул Тайбай, микрорайон, 53.
- Аким сельского округа — Кабиржанов Талгат Бапанулы[1].